# Campionati del mondo di atletica leggera indoor 2014 - Salto triplo femminile
La competizione si è svolta il 7 e l'8 marzo 2014.

## Podio
| Pos.    | Atleta            | Nazionalità | Tempo   |
| ------- | ----------------- | ----------- | ------- |
| Oro     | Ekaterina Koneva  | Russia      | 14,46 m |
| Argento | Ol'ha Saladucha   | Ucraina     | 14,45 m |
| Bronzo  | Kimberly Williams | Giamaica    | 14,39 m |

## Situazione pre-gara

### Record
Prima di questa competizione, il record del mondo (WR) e il record dei campionati (CR) erano i seguenti.
| Record                | Prestazione | Atleta                   | Data                  | Competizione              |
| --------------------- | ----------- | ------------------------ | --------------------- | ------------------------- |
| Record mondiale       | 15,36 m     | Tat'jana Lebedeva Russia | 6 marzo 2004 Budapest | Campionati del mondo 2004 |
| Record dei campionati | 15,36 m     | Tat'jana Lebedeva Russia | 6 marzo 2004 Budapest | Campionati del mondo 2004 |

### Campioni in carica
Le campionesse in carica, a livello mondiale e continentale, erano:
| Campione | Atleta                    | Prestazione | Data                   | Competizione                     |
| -------- | ------------------------- | ----------- | ---------------------- | -------------------------------- |
| Mondiale | Yamilé Aldama Regno Unito | 14,82 m     | 10 marzo 2012 Istanbul | Campionati del mondo indoor 2012 |
| Europeo  | Ol'ha Saladucha Ucraina   | 14,88 m     | 3 marzo 2013 Göteborg  | Campionati europei indoor 2013   |

### La stagione
Prima di questa gara, le atlete con le migliori tre prestazioni dell'anno erano:
| # | Atleta                     | Prestazione | Data                    |
| - | -------------------------- | ----------- | ----------------------- |
| 1 | Ekaterina Koneva Russia    | 14,65 m     | 30 gennaio 2014 Samara  |
| 1 | Ol'ha Saladucha Ucraina    | 14,65 m     | 21 febbraio 2014 Sumy   |
| 3 | Patrícia Mamona Portogallo | 14,36 m     | 23 febbraio 2014 Pombal |

## Qualificazioni
Le atlete che superano la misura di 14,30 m (Q) o le migliori 8 misure (q) avanzano alla finale.
| Pos. | Nome              | Nazionalità | 1ª prova | 2ª prova | 3ª prova | Misura  | Note |
| ---- | ----------------- | ----------- | -------- | -------- | -------- | ------- | ---- |
| 1    | Kimberly Williams | Giamaica    | 14,35 m  | -        | -        | 14,35 m | Q    |
| 2    | Ol'ha Saladucha   | Ucraina     | 14,31 m  | -        | -        | 14,31 m | Q    |
| 3    | Ekaterina Koneva  | Russia      | 14,13 m  | 14,20 m  | 14,20 m  | 14,20 m | q    |
| 4    | Dana Velďáková    | Slovacchia  | x        | 14,10 m  | x        | 14,10 m | q    |
| 5    | Yarianna Martínez | Cuba        | 13,78 m  | 14,03 m  | 14,04 m  | 14,04 m | q    |
| 6    | Kseniya Dziatsuk  | Bielorussia | 13,47 m  | 13,97 m  | 13,83 m  | 13,97 m | q    |
| 7    | Patrícia Mamona   | Portogallo  | x        | 13,83 m  | x        | 13,83 m | q    |
| 8    | Li Yanmei         | Cina        | 13,76 m  | 13,51 m  | 13,69 m  | 13,76 m | q    |
| 9    | Veronika Mosina   | Russia      | 13,57 m  | 13,35 m  | 13,68 m  | 13,68 m |      |
| 10   | Keila Costa       | Brasile     | 13,64 m  | 13,47 m  | x        | 13,64 m |      |
| 11   | Anna Jagaciak     | Polonia     | x        | 13,57 m  | 13,41 m  | 13,57 m |      |

### Finale
| Pos.    | Nome              | Nazionalità | #1    | #2    | #3    | #4    | #5    | #6    | Mark  | Note                                     |
| ------- | ----------------- | ----------- | ----- | ----- | ----- | ----- | ----- | ----- | ----- | ---------------------------------------- |
| Oro     | Ekaterina Koneva  | Russia      | 13,96 | 14,46 | 14,07 | x     | 14,30 | x     | 14,46 |                                          |
| Argento | Olha Saladuha     | Ucraina     | 14,28 | 14,38 | 14,41 | 14,45 | 14,40 | 14,22 | 14,45 |                                          |
| Bronzo  | Kimberly Williams | Giamaica    | 14,27 | 14,34 | x     | 14,23 | x     | 14,39 | 14,39 | Miglior prestazione personale stagionale |
| 4       | Patrícia Mamona   | Portogallo  | x     | 14,26 | 14,22 | x     | x     | 14,25 | 14,26 |                                          |
| 5       | Li Yanmei         | Cina        | 14,19 | 13,77 | x     | 13,53 | 13,90 | 13,81 | 14,19 | Miglior prestazione personale stagionale |
| 6       | Kseniya Dziatsuk  | Bielorussia | 14,02 | x     | 13,66 | 14,13 | 13,73 | 13,83 | 14,13 |                                          |
| 7       | Yarianna Martínez | Cuba        | 13,90 | 13,88 | 13,90 | 13,99 | x     | 13.66 | 13.99 |                                          |
| 8       | Dana Velďáková    | Slovacchia  | x     | x     | 13,63 | 12,23 | x     | 13,75 | 13,75 |                                          |